# Kayseri
Kayseri er en by i det centrale Tyrkiet med omkring 1.389.680(2018) indbyggere. Byen er hovedstad i en provins, der også hedder Kayseri.
Kayseri ligger ved foden af den inaktive vulkan Erciyes, der tårner sig op 3.916 meter over byen. 
Byen er  blandt de tyrkiske byer, der siden 1980'erne pga. voldsom økonomisk vækst  har fået definitionen de anatolske tigre og/eller islamisk calvinisme.
Tyrkiets tidligere præsident  Abdullah Gül er født i Kayseri.